# Aquisição e digitalização de imagens
A aquisição e digitalização de imagens é uma técnica utilizada para levar ao meio digital, dos computadores, imagens que antes estavam registradas por meio de câmeras analógicas convencionais, e portanto conhecidas como imagem contínua. . A digitalização pode ser realizada para imagens coloridas ou em preto e branco, também denominadas de monocromáticas.

## Imagem monocromática
Toda imagem monocromática é matematicamente uma função {\displaystyle f(x,y)} da intensidade luminosa, em qualquer parte das coordenadas (x,y), proporcional ao brilho (tons de cinza) da imagem em um determinado ponto. A figura mostra uma imagem e como representamos os eixos x e y no plano cartesiano.

A função {\displaystyle f(x,y)} é a multiplicação da iluminância {\displaystyle i(x,y)} (que é a quantidade de luz que incide sobre o objeto) pela refletância {\displaystyle r(x,y)} (que é fração de luz incidente que o objeto vai refletir ao ponto {\displaystyle (x,y)}. Matematicamente podemos dizer que:
{\displaystyle f(x,y)=i(x,y)*r(x,y)}
onde {\displaystyle 0<i(x,y)<\infty } e {\displaystyle 0<r(x,y)<1}.
Quando se utiliza uma imagem colorida no padrão RGB deve se usar uma função {\displaystyle f(x,y)} para cada banda, R(Red), G(Green) e B(Blue) que são as cores primárias.

## Aquisição de imagens
Para entender o que é uma aquisição de imagem, deve se saber que isto é o processo de conversão de uma cena real tridimensional em uma imagem analógica.
Este processo de conversão de uma cena tridimensional em uma imagem eletrônica é a redução de dimensionalidade, ou seja, uma câmera digital converterá a cena 3D em uma representação 2D.
Hoje em dia o dispositivo de conversão mais utilizado é a câmera CCD(charge coupled device) , que  é uma matriz de células semicondutoras fotossensíveis, que trabalham como capacitores, fazendo um armazenamento da carga elétrica proporcional à energia luminosa incidente.
Quando se quer capturar uma imagem colorida é necessário a utilização de um conjunto de prismas e filtros de cor, que tem a função de decompor a imagem colorida em RGB.

## Digitalização da imagem
Ao se capturar uma imagem de um vídeo através de um dispositivo, deve-se submetê-lo a uma discretização espacial e em amplitude para tomar um formato desejável. A estes processos dá se o nome de amostragem e quantização.
A amostragem converte a imagem analógica em uma matriz M, por N pontos, chamados pixels.
{\displaystyle f(x,y)={\begin{bmatrix}f(0,0)&f(0,1)&...&f(0,N-1)\\f(1,0)&f(1,1)&...&f(1,N-1)\\.&.&.&.\\f(M-1,0)&f(M-1,1)&...&f(M-1,N-1)\\\end{bmatrix}}}
Quanto maior o número de M e N, a imagem terá uma melhor resolução.
A quantização faz com que cada um destes pixels assumam um valor inteiro entre {\displaystyle 0} e {\displaystyle 2^{n}-1}. Onde maior o valor de n, maior o número de tons de cinza presentes na imagem.
Pelo ponto de vista eletrônico, a digitalização é uma conversão analógica-digital onde o número de amostras de sinal contínuo por unidade de tempo indica a amostragem e o número de bits indica os tons de cinza.
Já pelo ponto de vista da matemática, o processo de amostragem é uma divisão do plano {\displaystyle (x,y)} em uma grade. Portanto {\displaystyle f(x,y)} é uma imagem digital se {\displaystyle (x,y)} forem números inteiros de {\displaystyle ZxZ} e {\displaystyle f} uma função que atribui um valor de nível de cinza.
Do ponto de vista qualitativo, quão maior for os valores de M, N e n , não implicará que melhor será a imagem digital resultante. Existe uma forma de definir valores adequados à qualidade desejada.
Uma imagem digital semelhante a uma de televisão P&B são necessários {\displaystyle 512*512} pixels e 128 níveis de cinza, porém o olho humano trabalha com 64 níveis de cinza, ou seja, mesmo que uma imagem tenha 128 níveis de cinza, o olho humano só conseguirá definir 64 níveis.
A figura acima mostra uma imagem de 256 x 256 pixels, com 256 níveis de cinza. Mantendo constante o  número de tons de cinza, as figuras 4 (b)-(d)
mostram os resultados da redução espacial de N = 256 para N = 128, 64 e 32, respectivamente.